# قنفذي مرسيني
القنفذي المرسيني (باللاتينية: Echinops mersinensis) نوع نباتي ينتمي إلى جنس القنفذي من الفصيلة النجمية.

## الموئل والانتشار
ينتشر هذا النوع في تركيا.